# Pycnorthoris
Pycnorthoris är ett släkte av skalbaggar. Pycnorthoris ingår i familjen vivlar.
Kladogram enligt Catalogue of Life:
| Pycnorthoris | \| \| Pycnorthoris hispidula \| \| \| \| |
|              | \| \| Pycnorthoris hispidula \| \| \| \| |
|              | Pycnorthoris hispidula                   |
|              |                                          |